# 2016
2016 (MMXVI) là một năm nhuận bắt đầu vào thứ Sáu của lịch Gregory, năm thứ 2016 của Công nguyên hay của Anno Domini; năm thứ 16 của thiên niên kỷ 3 và của thế kỷ 21; và năm thứ 7 của thập niên 2010.

## Sự kiện

### Tháng 1
- 3 tháng 1: Sau tác động tiêu cực từ việc hành quyết Giáo sĩ Nimr al-Nimr, Iran đoạn tuyệt quan hệ ngoại giao với Ả Rập Xê Út.[1]
- 8 tháng 1: Joaquín Guzmán, người được cho là trùm buôn bán ma túy quyền lực nhất thế giới, bị bắt lại sau khi trốn thoát khỏi một nhà tù có an ninh cực nghiêm ngặt.[2]
- 16 tháng 1: Cơ quan Năng lượng Nguyên tử Quốc tế tuyên bố rằng Iran đã tháo dỡ thỏa đáng chương trình vũ khí hạt nhân của họ, cho phép Liên Hợp Quốc lập tức dỡ bỏ các biện pháp trừng phạt.[3]
- 28 tháng 1: Tổ chức Y tế Thế giới công bố đợt bùng phát virus Zika.[4]

### Tháng 2
- 7 tháng 2: Triều Tiên phóng tên lửa tầm xa vào không gian, vi phạm nhiều hiệp định của Liên Hợp Quốc và bị chỉ trích từ khắp thế giới.[5]
- 12 tháng 2: Giáo hoàng Phanxicô và Thượng phụ Kirill ký kết một tuyên bố đại kết trong lần hội kiến đầu tiên giữa các nhà lãnh đạo của Công giáo La Mã và Chính Thống giáo Nga kể từ khi hai bên ly giáo vào năm 1054.[6]
- 26 tháng 2: IGG phát hành trò chơi điện tử chiến lược thời gian thực, trực tuyến nhiều người chơi Lords Mobile.

### Tháng 3
- 14 tháng 3: ESA và Roscosmos phóng tàu ExoMars Trace Gas Orbiter chung trong một sứ mệnh lên Sao Hỏa.[7]
- 17 tháng 3: Gameloft phát hành trò chơi điện tử xây dựng thành phố Disney Magic Kingdoms.
- 21 tháng 3: Tòa án Hình sự Quốc tế xác nhận Phó Tổng thống CHDC Congo Jean-Pierre Bemba phạm tội ác chiến tranh và tội ác chống nhân loại, lần đầu tiên toà án này kết tội một người vì bạo lực tình dục.[8]
- 22 tháng 3: Vụ đánh bom phối hợp tại Bruxelles, Bỉ khiến ít nhất 32 người thiệt mạng và làm bị thương ít nhất 250 người. Nhà nước Hồi giáo Iraq và Levant (IS) tuyên bố chịu trách nhiệm về các vụ tấn công.[9]
- 24 tháng 3: Cựu thủ lĩnh người Serb tại Bosnia Radovan Karadžić bị tuyên án 40 năm tù sau khi bị xác minh phạm tội diệt chủng và tội ác chống nhân loại trong Chiến tranh Bosnia.[10]
- 27 tháng 3: Một vụ đánh bom tự sát tại Công viên Gulshan-e-Iqbal, Lahore (Pakistan) giết chết 75 người và làm bị thương khoảng 340 người khác, một tổ chức chiến binh Hồi giáo Sunni tuyên bố chịu trách nhiệm về cuộc tấn công.[11]
- 31 tháng 3: Nguyễn Thị Kim Ngân nhậm chức Chủ tịch Quốc hội

### Tháng 4

Wada Kouji

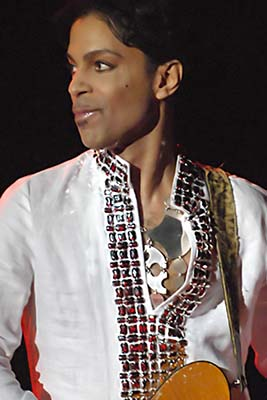
Prince

- 1 tháng 4: Pratyusha Banerjee, nữ diễn viên nổi tiếng với vai Anandi Jagdish Singh và Anandi Shivraj Shekhar trong loạt phim truyền hình Cô dâu 8 tuổi qua đời ở tuổi 24 do treo cổ tự tử.[12][13][14][15]
- 2 tháng 4:
  - Xung đột giữa quân đội Armenia và Azerbaijan tại Nagorno-Karabakh khiến ít nhất 193 người thiệt mạng, vi phạm nghiêm trọng nhất Hiệp định đình chiến năm 1994.[16]
  - Trần Đại Quang nhậm chức Chủ tịch nước
- 3 tháng 4: Liên đoàn nhà báo điều tra quốc tế (ICIJ) và tờ báo Đức Süddeutsche Zeitung công bố 11,5 triệu tài liệu mật từ công ty Mossack Fonseca tại Panama, cung cấp thông tin chi tiết về hơn 214.000 công ty ngoài khơi.[17]
- 7 tháng 4: Nguyễn Xuân Phúc nhậm chức Thủ tướng Chính phủ.
- 14 – 16 tháng 4: Động đất Kumamoto.

### Tháng 5
- 19 tháng 4: Chuyến bay 804 của EgyptAir gặp nạn cùng 66 người trên khoang tại Địa Trung Hải trên hành trình từ Paris đến Cairo.[18]
- 30 tháng 5: Cựu Tổng thống Chad Hissène Habré bị kết án tù chung thân vì các tội ác chống nhân loại trong nhiệm kỳ của ông từ 1982 – 1990, lần đầu tiên một tòa án do Liên minh châu Phi ủng hộ kết án một cựu lãnh đạo quốc gia trong thẩm quyền của mình.[19]

### Tháng 6
- 1 tháng 6: Hầm đường sắt dài nhất và sâu nhất thế giới là Đường hầm Gotthard được khánh thành sau hai thập niên xây dựng.[20]
- 10 tháng 6 – 10 tháng 7: Giải vô địch bóng đá châu Âu 2016 tổ chức tại Pháp, đội tuyển bóng đá quốc gia Bồ Đào Nha giành chức vô địch trong giải đấu này.
- 23 tháng 6: Cử tri Anh Quốc tán thành rời khỏi Liên minh châu Âu trong một cuộc trưng cầu dân ý.[21]
- 28 tháng 6: IS tuyên bố chịu trách nhiệm về cuộc tấn công Sân bay Atatürk tại Istanbul, giết chết 45 người và làm bị thương khoảng 230 người khác.[22]

### Tháng 7
- 1 tháng 7: Latvia trở thành thành viên thứ 35 của Tổ chức Hợp tác và Phát triển Kinh tế (OECD).[23]
- 4 tháng 7: Tàu vũ trụ Juno của NASA tiến vào quỹ đạo quanh Sao Mộc và bắt đầu một cuộc nghiên cứu hành tinh này trong 20 tháng.[24]
- 12 tháng 7: Philippines thắng vụ kiện trọng tài mà họ đệ trình tại Tòa án Trọng tài thường trực về tính hợp pháp của yêu sách "Đường chín đoạn" của Trung Quốc tại Biển Đông theo Công ước Liên Hợp Quốc về Luật biển.[25][26]
- 14 tháng 7: Moonton phát hành trò chơi điện tử MOBA Mobile Legends: Bang Bang.
- 15 – 16 tháng 7: Đảo chính Thổ Nhĩ Kỳ do quân đội Thổ Nhĩ Kỳ tiến hành nhằm lật đổ Tổng thống, Recep Tayyip Erdoğan.
- 22 tháng 7: Công ty Nhật Bản Funai chế tạo chiếc đầu máy video VCR cuối cùng.[27][28]
- 26 tháng 7: Solar Impulse 2 trở thành máy bay chạy bằng năng lượng Mặt trời đầu tiên tiến hành chuyến bay vòng quanh Trái Đất.[29]

### Tháng 8
- 8 tháng 8: Nhóm nhạc nữ Hàn Quốc Blackpink chính thức ra mắt.
- 5 – 21 tháng 8: Thế vận hội Mùa hè 2016 tổ chức tại Rio de Janeiro, Brasil.[30]
- 31 tháng 8: Thượng nghị viện Brasil bỏ phiếu tán thành (61–20) luận tội Tổng thống Brasil Dilma Rousseff. Phó Tổng thống Brasil Michel Temer trở thành quyền tổng thống trong thời gian nhiệm kỳ còn lại của bà.[31]

### Tháng 9
- 3 tháng 9: Hoa Kỳ và Trung Quốc, chịu trách nhiệm về 40% lượng phát thải carbon của thế giới, phê chuẩn Hiệp định khí hậu toàn cầu Paris.[32]
- 7 – 18 tháng 9: Thế vận hội Người khuyết tật Mùa hè 2016 tổ chức tại Rio de Janeiro, Brasil.
- 8 tháng 9: NASA phóng OSIRIS-REx, sứ mệnh mang mẫu thiên thạch trở về đầu tiên của họ. Máy thăm dò sẽ đến Bennu và được dự kiến trở về cùng các mẫu vật vào năm 2023.[33][34]
- 9 tháng 9: Chính phủ Triều Tiên tiến hành vụ thử hạt nhân lần thứ 8 và được báo cáo là lớn nhất. Các nhà lãnh đạo thế giới chỉ trích động thái này, Hàn Quốc gọi đây là "sự liều lĩnh điên cuồng".[35]
- 10 tháng 9 – 1 tháng 10: Giải vô địch bóng đá trong nhà thế giới 2016 tổ chức tại Colombia, đội tuyển bóng đá trong nhà quốc gia Argentina giành chức vô địch trong giải đấu này.
- 28 tháng 9:
  - Các nhà điều tra quốc tế kết luận rằng Chuyến bay 17 của Malaysia Airlines bị bắn hạ bởi tên lửa Buk đến từ khu vực do phiến quân thân Nga kiểm soát.[36]
  - Mức CO2 toàn cầu vượt 400 ppm tại thời điểm thường có mức tối thiểu trong năm.[37] Mức độ 400 ppm được cho là cao hơn bất kỳ mức nào khác trong lịch sử nhân loại.[38]
- 30 tháng 9 – 21 tháng 10: Giải vô địch bóng đá nữ U-17 thế giới 2016 tổ chức tại Jordan, đội tuyển bóng đá U-17 nữ quốc gia Cộng hòa Dân chủ Nhân dân Triều Tiên giành chức vô địch trong giải đấu này.
- 30 tháng 9: Bức họa của Vincent Van Gogh, Seascape at Scheveningen và Congregation Leaving the Reformed Church in Nuenen, bị ăn trộm vào ngày 7 tháng 12 năm 2002, từ Bảo tàng Van Gogh tại Amsterdam được thu hồi, có giá trị tổng cộng là 100 triệu USD.[39]

### Tháng 10
- 12 tháng 10: Tencent Games phát hành trò chơi điện tử MOBA Arena of Valor, phiên bản chuyển thể quốc tế của Vương Giả Vinh Diệu.
- 13 tháng 10: Maldives tuyên bố quyết định rút khỏi Thịnh vượng chung của các quốc gia.[40]
- 15 tháng 10: 150 quốc gia họp tại hội nghị thượng đỉnh UNEP tại Rwanda đồng ý giảm dần hydrofluorocarbons (HFCs), là một sửa đổi Nghị định thư Montreal.[41]

### Tháng 11
- 2 tháng 11 – 15 tháng 11: Cúp bóng đá đoàn kết châu Á 2016 tổ chức tại Malaysia và là lần tổ chức duy nhất, đội tuyển bóng đá quốc gia Nepal giành chức vô địch trong giải đấu này.
- 8 tháng 11: Ứng cử viên Đảng Cộng hòa Donald Trump trở thành Tổng thống thứ 45 của Hoa Kỳ.[42]
- 13 tháng 11 – 3 tháng 12: Giải vô địch bóng đá nữ U-20 thế giới 2016 tổ chức tại Papua New Guinea, đội tuyển bóng đá U-20 nữ quốc gia Cộng hòa Dân chủ Nhân dân Triều Tiên giành chức vô địch trong giải đấu này.
- 19 tháng 11 – 17 tháng 12: Giải vô địch bóng đá Đông Nam Á 2016 tổ chức tại Myanmar và Philippines, đội tuyển bóng đá quốc gia Thái Lan giành chức vô địch trong giải đấu này.
- 22 tháng 11: Động đất ngoài khơi Fukushima
- 28 tháng 11: Chuyến bay 2933 của LaMia Airlines từ Santa Cruz (Bolivia) đến Medellín (Colombia) chở CLB Chapecoense (Brazil) tham dự trận chung kết Copa Sudameriacana gặp nạn khiến 71 người thiệt mạng, trong đó có 19 thành viên của Chapecoense, 6 người sóng sót.[43]

### Tháng 12
- 8 – 18 tháng 12: Giải vô địch bóng đá thế giới các câu lạc bộ 2016 tổ chức tại Nhật Bản, câu lạc bộ bóng đá Real Madrid giành chức vô địch trong giải đấu này.
- 19 tháng 12: Đại sứ Nga tại Thổ Nhĩ Kỳ Andrei Karlov bị ám sát tại Ankara.[44]
- 23 tháng 12: Hội đồng Bảo an Liên Hợp Quốc thông qua Nghị quyết 2334 chỉ trích "các khu định cư của Israel tại lãnh thổ Palestine bị chiếm đóng từ năm 1967".[45]
- 25 tháng 12: Máy bay Tupolev Tu-154 rơi gần Sochi, Nga, làm toàn bộ 92 người trên khoang thiệt mạng, trong đó có 64 thành viên của Đoàn ca vũ Alexandrov thuộc Quân đội Nga.[46]

### Không rõ ngày, tháng
- Nhóm nhạc Việt Nam Uni5 chính thức ra mắt.
- Nhóm nhạc nữ Việt Nam LipB chính thức ra mắt.
- Nhóm nhạc Việt Nam 365 chính thức tan rã.

## Sinh
- 2 tháng 3: Hoàng tử Oscar, Công tước xứ Skane của Thụy Điển.

## Mất

### Tháng 1

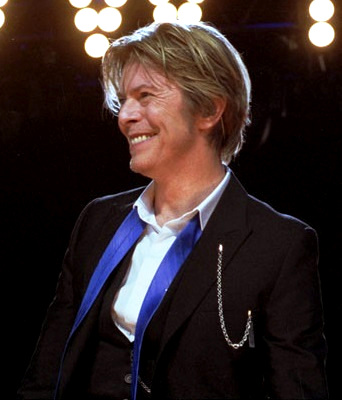
David Bowie

- 2 tháng 1: Nimr al-Nimr (1959), thủ lĩnh tôn giáo Shia tại Ả Rập Xê Út.[47]
- 3 tháng 1: Peter Naur (1928) nhà khoa học máy tính người Đan Mạch.
- 5 tháng 1: Pierre Boulez (1925), nhà soạn nhạc, nhạc trưởng người Pháp.
- 10 tháng 1: David Bowie, ca sĩ, diễn viên người Anh (s. 1947)
- 14 tháng 1: Alan Rickman, diễn viên và đạo diễn người Anh (s. 1946)
- 24 tháng 1: Marvin Minsky, nhà khoa học máy tính người Mỹ (s. 1927)

### Tháng 2

Boutros Boutros-Ghali

- 1 tháng 2: Viễn Châu (1924), "vua vọng cổ" chuyên viết lời và sáng tác các bài tân cổ và vọng cổ của cải lương Việt Nam.[48]
- 6 tháng 2: Birte Tove, diễn viên Đan Mạch (s. 1945)
- 13 tháng 2: Antonin Scalia, Thẩm phán Tối cao Pháp viện Hoa Kỳ (s. 1936)
- 16 tháng 2: Boutros Boutros-Ghali, nhà chính trị và ngoại giao người Ai Cập, Tổng Thư ký Liên Hợp Quốc (s. 1922)
- 18 tháng 2: Günter Blobel, nhà sinh vật học người Mỹ gốc Đức (s. 1936)
- 19 tháng 2:
  - Umberto Eco, nhà văn và nhà triết học người Ý (s. 1932)
  - Harper Lee, nhà văn người Mỹ (s. 1926)

### Tháng 3

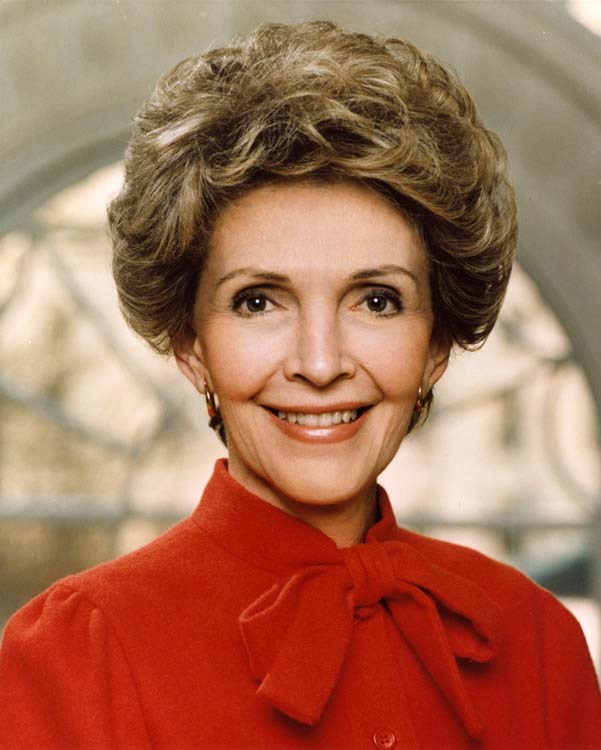
Nancy Reagan

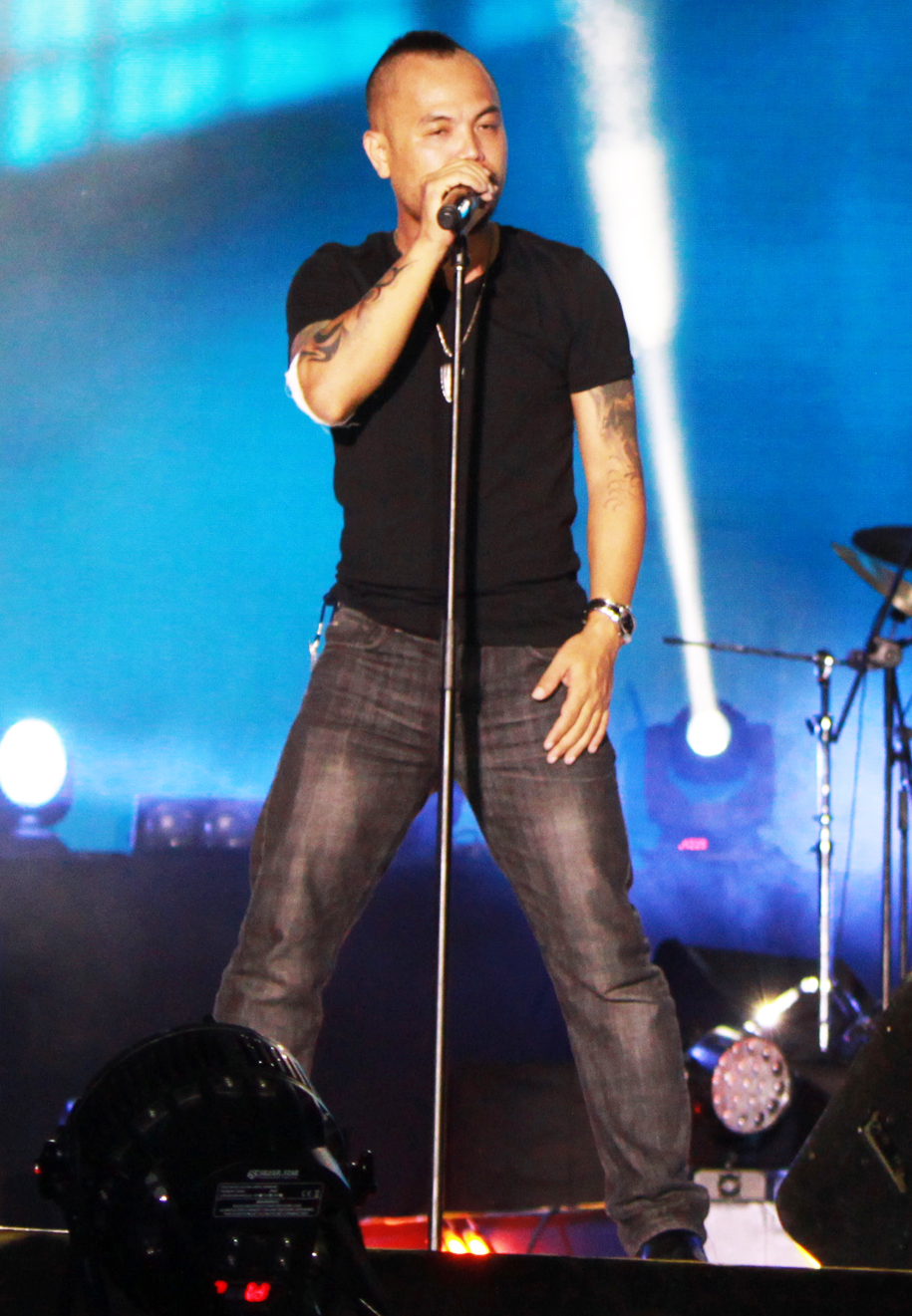
Trần Lập

- 3 tháng 3: Nguyễn Ngọc Bích, giáo sư người Việt Nam (sinh 1937)
- 5 tháng 3: Ray Tomlinson, lập trình viên máy tính người Mỹ (s. 1941)
- 6 tháng 3: Nancy Reagan, diễn viên người Mỹ, Đệ Nhất phu nhân Hoa Kỳ (s. 1921)
- 8 tháng 3: George Martin, nhà thu âm, nhà soạn nhạc, nhà cải biên và kỹ sư người Anh (s. 1926)
- 12 tháng 3: Lloyd Shapley, nhà toán học người Mỹ, đoạt giải Nobel (s. 1923)
- 13 tháng 3: Hilary Putnam, nhà triết học, toán học và khoa học máy tính người Mỹ (s. 1926)
- 15 tháng 3: Thanh Tùng, nhạc sĩ, ca sĩ, nhạc trẻ (s. 1948)
- 17 tháng 3: Trần Lập, ca sĩ, nhạc sĩ, trưởng ban nhạc rock Bức Tường người Việt Nam (s. 1974)
- 18 tháng 3:
  - Lothar Späth, chính trị gia người Đức (s. 1937)
  - Guido Westerwelle, chính trị gia người Đức (s. 1961)
- 24 tháng 3
  - Johan Cruyff (1947), cầu thủ và huấn luyện viên bóng đá người Hà Lan.
  - Garry Shandling, diễn viên người Mỹ (b. 1949)
- 29 tháng 3 – Patty Duke, diễn viên người Mỹ (s. 1946)
- 31 tháng 3
  - Hans-Dietrich Genscher, chính trị gia người Đức (s. 1927)
  - Zaha Hadid, kiến trúc sư người Anh gốc Iraq (s. 1950)
  - Imre Kertész, tác gia người Hungary, đoạt giải Nobel (s. 1929)

### Tháng 4
- 1 tháng 4: Pratyusha Banerjee, nữ diễn viên người Ấn Độ (s. 1991)
- 3 tháng 4
  - Cesare Maldini, cầu thủ và huấn luyện viên bóng đá người Ý (s. 1932)
  - Wada Kouji, ca sĩ người Nhật Bản (s. 1974)
- 4 tháng 4 – Chus Lampreave, diễn viên người Tây Ban Nha (s. 1930)
- 17 tháng 4 – Trần Phước Thọ, Cầu thủ bóng đá người Việt Nam (s. 1993)
- 19 tháng 4 – Walter Kohn, nhà vật lý và hóa học người Mỹ gốc Áo (s. 1923)
- 21 tháng 4 – Prince, ca sĩ người Mỹ (s. 1958)
- 23 tháng 4 – Banharn Silpa-archa, Thủ tướng Thái Lan thứ 21 (s. 1932)
- 30 tháng 4 – Harold Kroto, nhà hóa học người Anh, đoạt giải Nobel (s. 1939)

### Tháng 5
- 19 tháng 5 – Alexandre Astruc, nhà phê bình và đạo diễn phim người Pháp (sinh 1923)

### Tháng 6

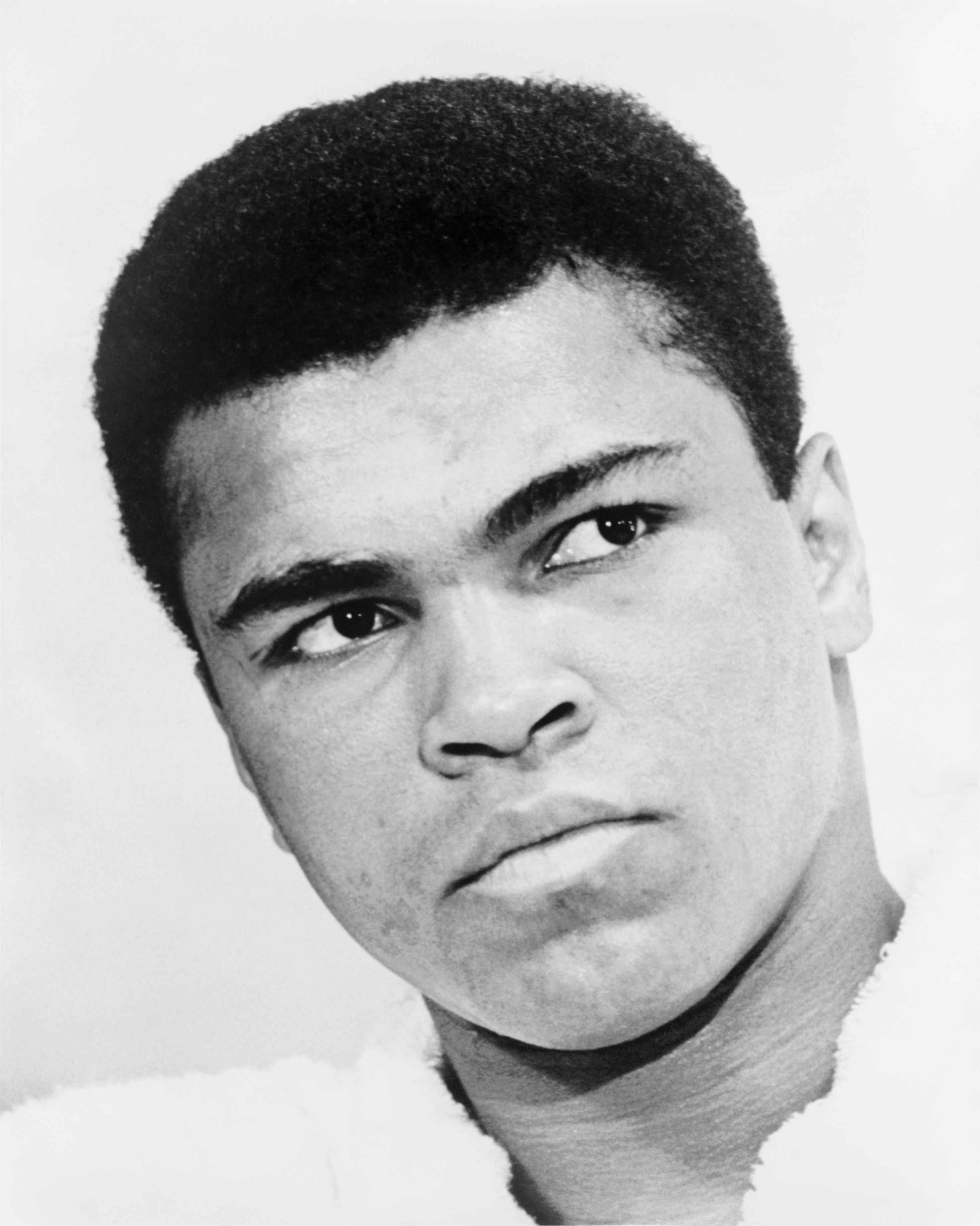
Muhammad Ali

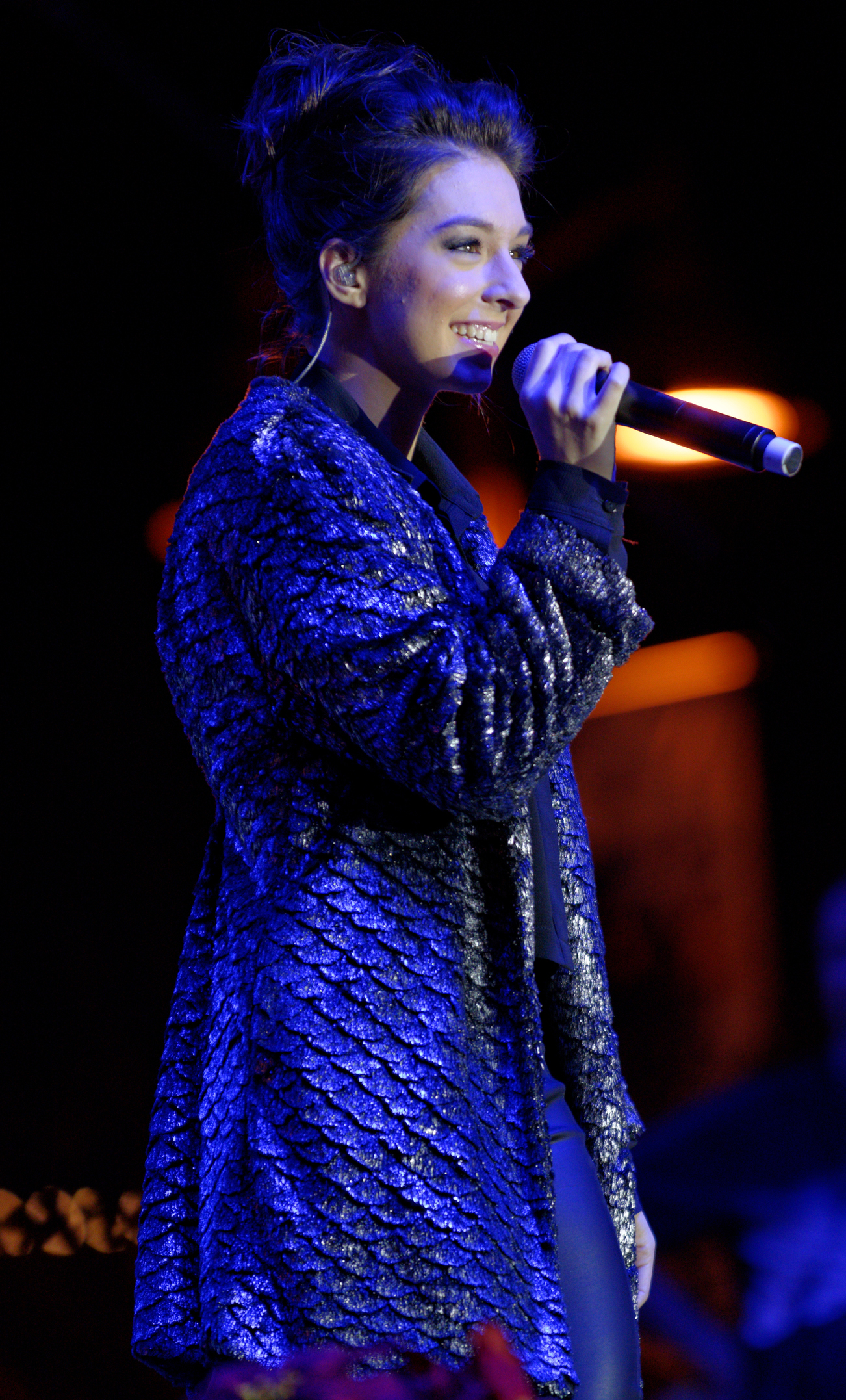
Christina Grimmie

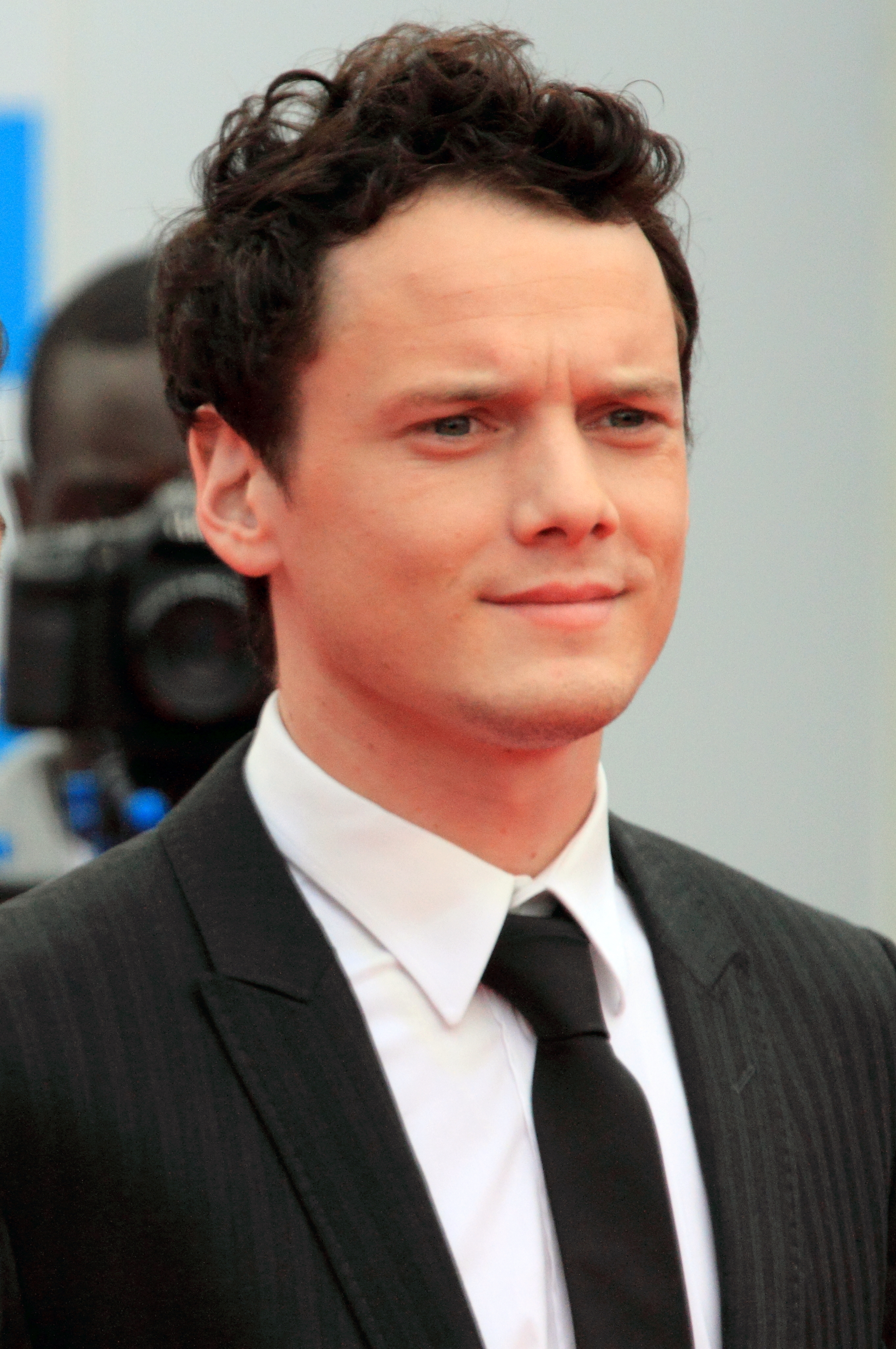
Anton Yelchin

- 3 tháng 6 – Muhammad Ali, vận động viên quyền Anh người Mỹ (s. 1942)
- 6 tháng 6 – Viktor Korchnoi, đại kiện tướng cờ vua người Thụy Sĩ sinh tại Nga (s. 1931)
- 10 tháng 6 – Christina Grimmie, ca sĩ người Mỹ (s. 1994)
- 19 tháng 6 – Anton Yelchin, diễn viên người Mỹ sinh tại Nga (s. 1989)
- 27 tháng 6 Alvin Toffler, nhà văn và nhà tương lai học người Mỹ (s. 1928)

### Tháng 7

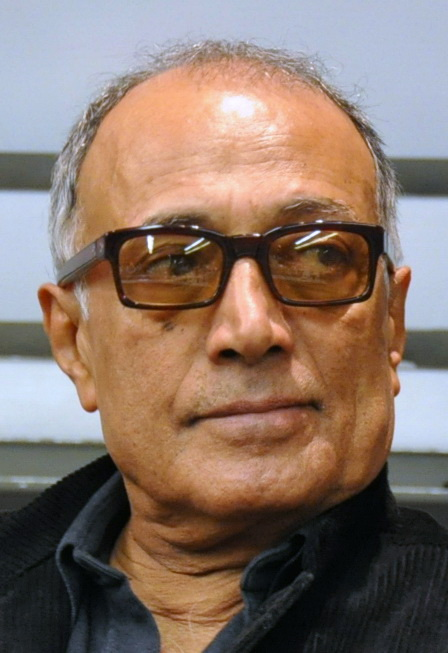
Abbas Kiarostami

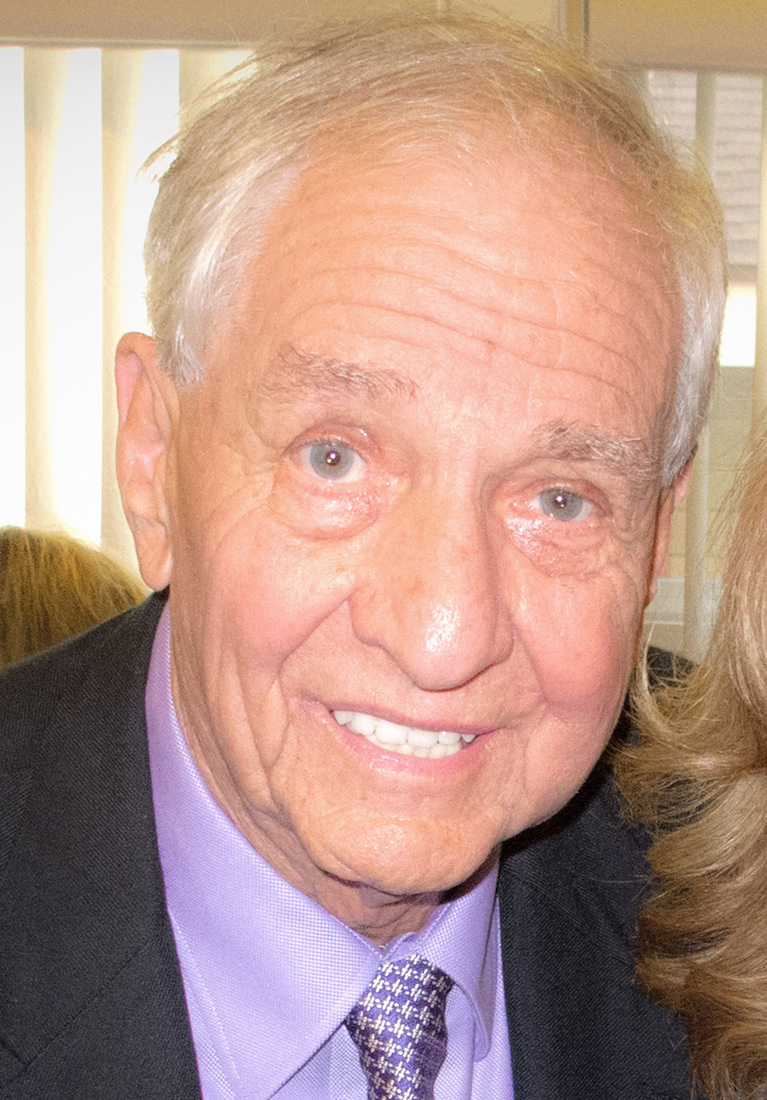
Garry Marshall

- 2 tháng 7 Rudolf E. Kálmán, kỹ sư điện người Mỹ gốc Hungary (s. 1930)
- 4 tháng 7 – Abbas Kiarostami, đạo diễn phim người Iran (s. 1940)
- 12 tháng 7 – Goran Hadžić, chính trị gia người Serbia (s. 1958)
- 19 tháng 7 – Garry Marshall, đạo diễn phim, nhà sản xuất truyền hình và diễn viên người Mỹ (s. 1934)
- 31 tháng 7
  - Seymour Papert, nhà toán học và khoa học máy tính người Mỹ gốc Nam Phi (s. 1928)
  - Chiyonofuji Mitsugu, đô vật sumo người Nhật Bản (s. 1955)

### Tháng 8
- 2 tháng 8 – Ahmed Zewail, nhà hóa học người Ai Cập-Mỹ, đoạt giải Nobel (s. 1946)
- 16 tháng 8 – João Havelange, doanh nhân, vận động viên người Brasil, Chủ tịch FIFA (s. 1916)
- 22 tháng 8 – Sellapan Ramanathan, tổng thống thứ sáu của Singapore (s. 1924)
- 23 tháng 8 – Reinhard Selten, nhà kinh tế học người Đức, đoạt giải Nobel (s. 1930)
- 24 tháng 8 – Roger Y. Tsien, nhà sinh vật học người Mỹ, đoạt giải Nobel (s. 1952)
- 25 tháng 8
  - James Cronin, nhà vật lý học người Mỹ, đoạt giải Nobel (s. 1931)
  - Sonia Rykiel, nhà thiết kế thời trang người Pháp (s. 1930)

### Tháng 9

Thanh Tòng

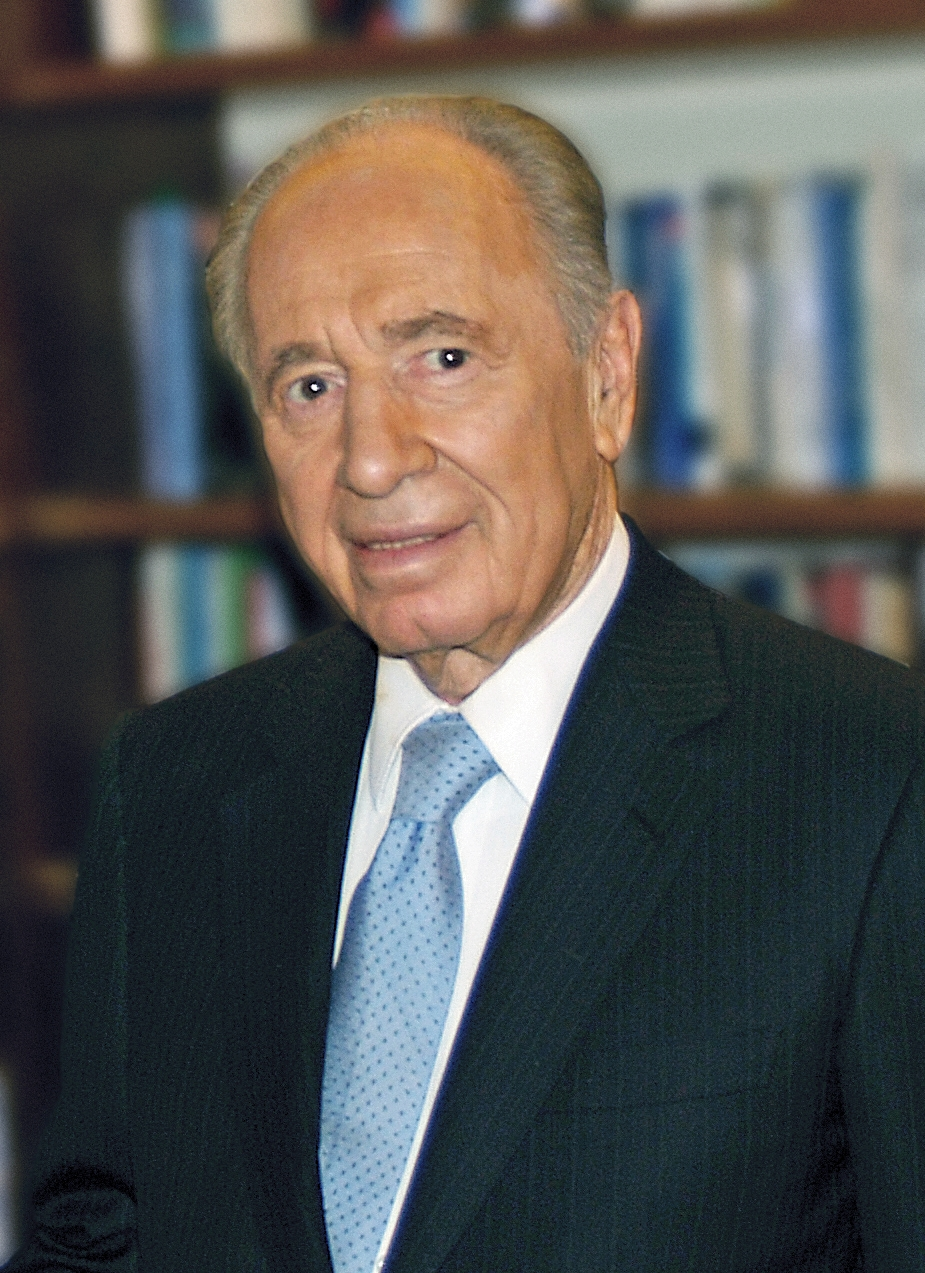
Shimon Peres

- 2 tháng 9 – Islam Karimov, Tổng thống Uzbekistan đầu tiên (s. 1938)
- 3 tháng 9 – Jean-Christophe Yoccoz, nhà toán học người Pháp (s. 1957)
- 18 tháng 9 - Minh Thuận, ca sĩ người Việt (s. 1969)
- 22 tháng 9: Thanh Tòng, vị "thống soái" của cải lương tuồng cổ (s. 1948)[49]
- 24 tháng 9 – Bill Mollison, nhà nghiên cứu, tác giả và nhà sinh vật học người Úc (s. 1928)
- 28 tháng 9 – Shimon Peres, Tổng thống và Thủ tướng Israel, đoạt giải Nobel  Israel (s. 1923)
- 30 tháng 9 – Trịnh Thị Ngọ, phát thanh viên người Việt Nam (s. 1931)[50]

### Tháng 10

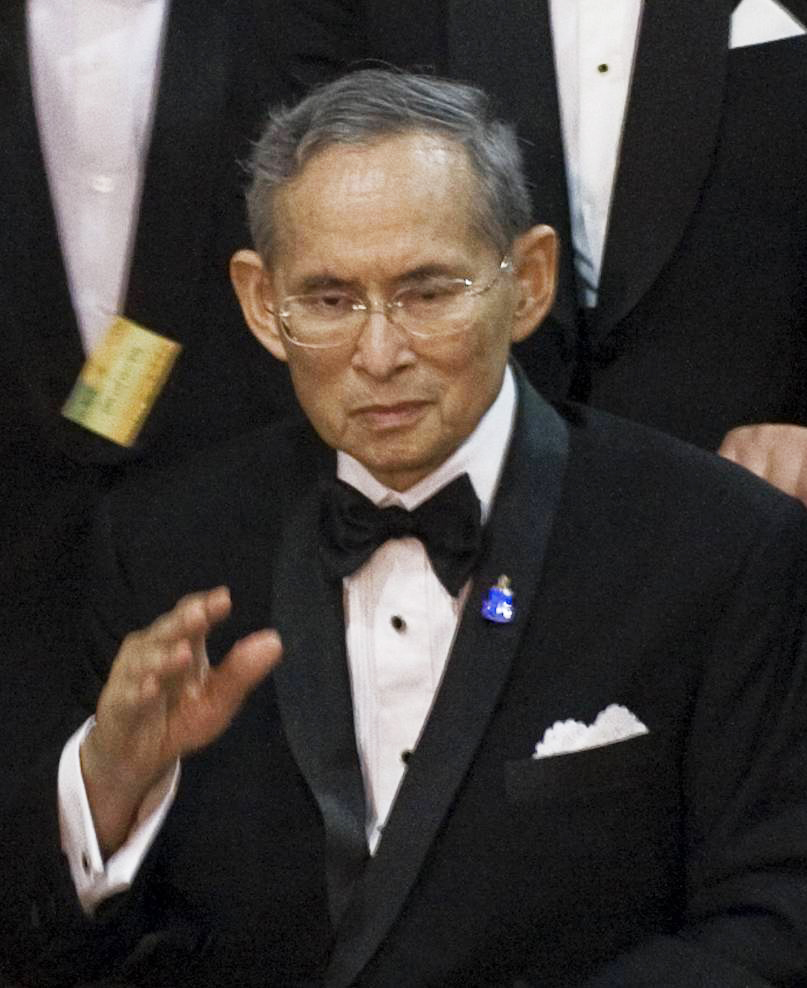
Bhumibol Adulyadej

- 2 tháng 10: Vân An, soạn giả cải lương Việt Nam (s. 1935)[51]
- 13 tháng 10:
  - Bhumibol Adulyadej, Quốc vương Thái Lan  Thái Lan (s. 1927)[52]
  - Dario Fo, diễn viên và nhà biên kịch người Ý (s. 1926)
- 20 tháng 10 – Tabei Junko, nhà leo núi người Nhật Bản (s. 1939)
- 25 tháng 10 – Carlos Alberto Torres, cầu thủ bóng đá người Brasil (s. 1944)
- 27 tháng 10 - Trương Quang Được, nguyên Phó Chủ tịch Quốc hội nước Cộng hòa Xã hội Chủ nghĩa Việt Nam (s. 1940)
- 29 tháng 10 – Pen Sovann, Thủ tướng Campuchia thứ 32 (s. 1936)

### Tháng 11

Út Bạch Lan

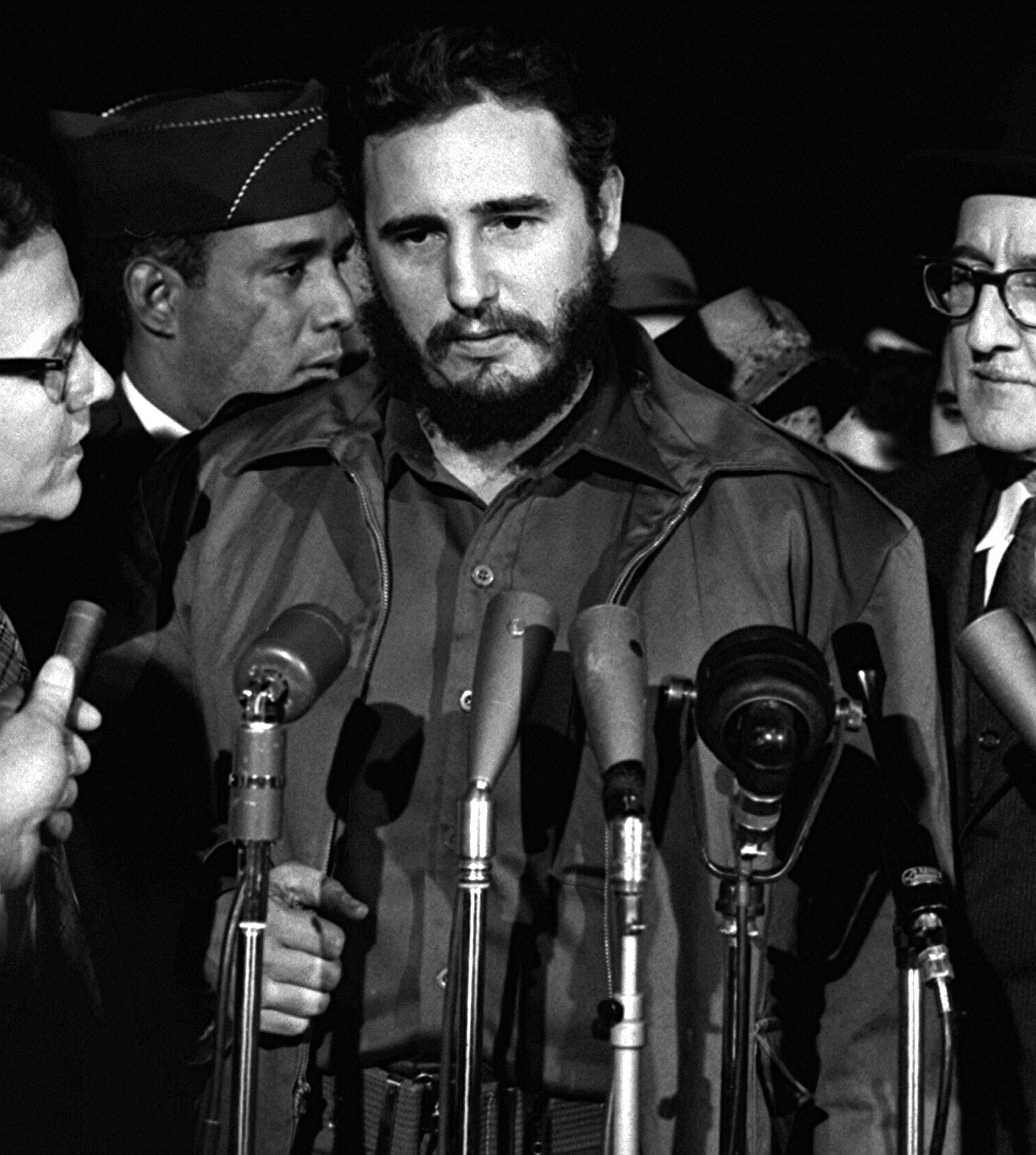
Fidel Castro

- 4 tháng 11: Út Bạch Lan, Nghệ sĩ cải lương, được báo chí gọi là "Sầu nữ" (s. 1935)[53]
- 7 tháng 11:
  - Leonard Cohen, ca sĩ, người viết ca khúc và nhà thơ người Canada (s. 1934)
  - Janet Reno, luật sư người Mỹ (s. 1938)
- 15 tháng 11: Mose Allison, nhạc sĩ người Mỹ (s. 1927)
- 20 tháng 11: Konstantinos Stephanopoulos, Thủ tướng Hy Lạp thứ 5 (s. 1926)
- 24 tháng 11: Pauline Oliveros, nhà soạn nhạc người Mỹ (s. 1932)
- 25 tháng 11:
  - Fidel Castro, Chủ tịch Cuba  Cuba (s. 1926)[54]
  - David Hamilton, nhà nhiếp ảnh người Anh (s. 1933).

### Tháng 12

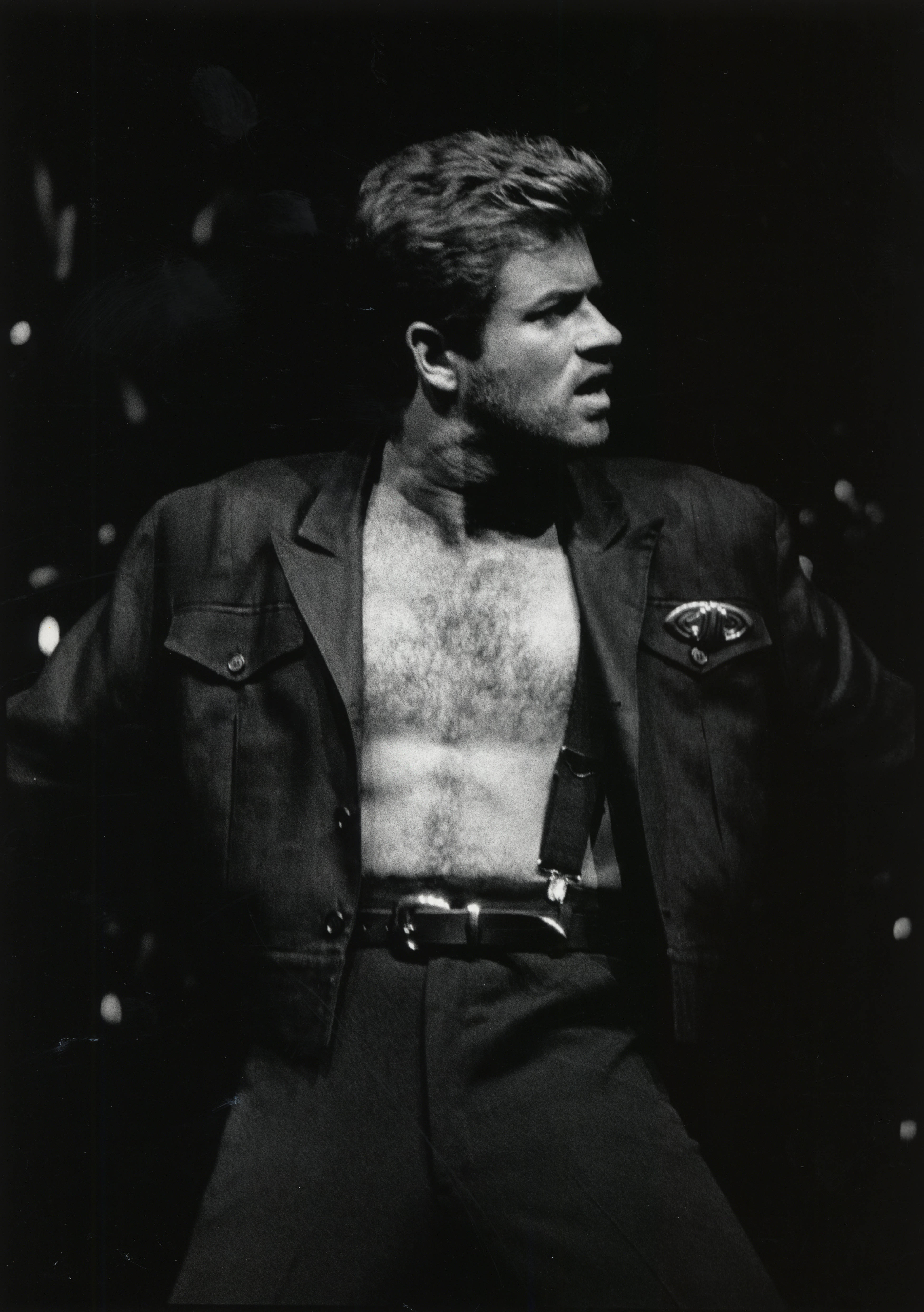
George Michael

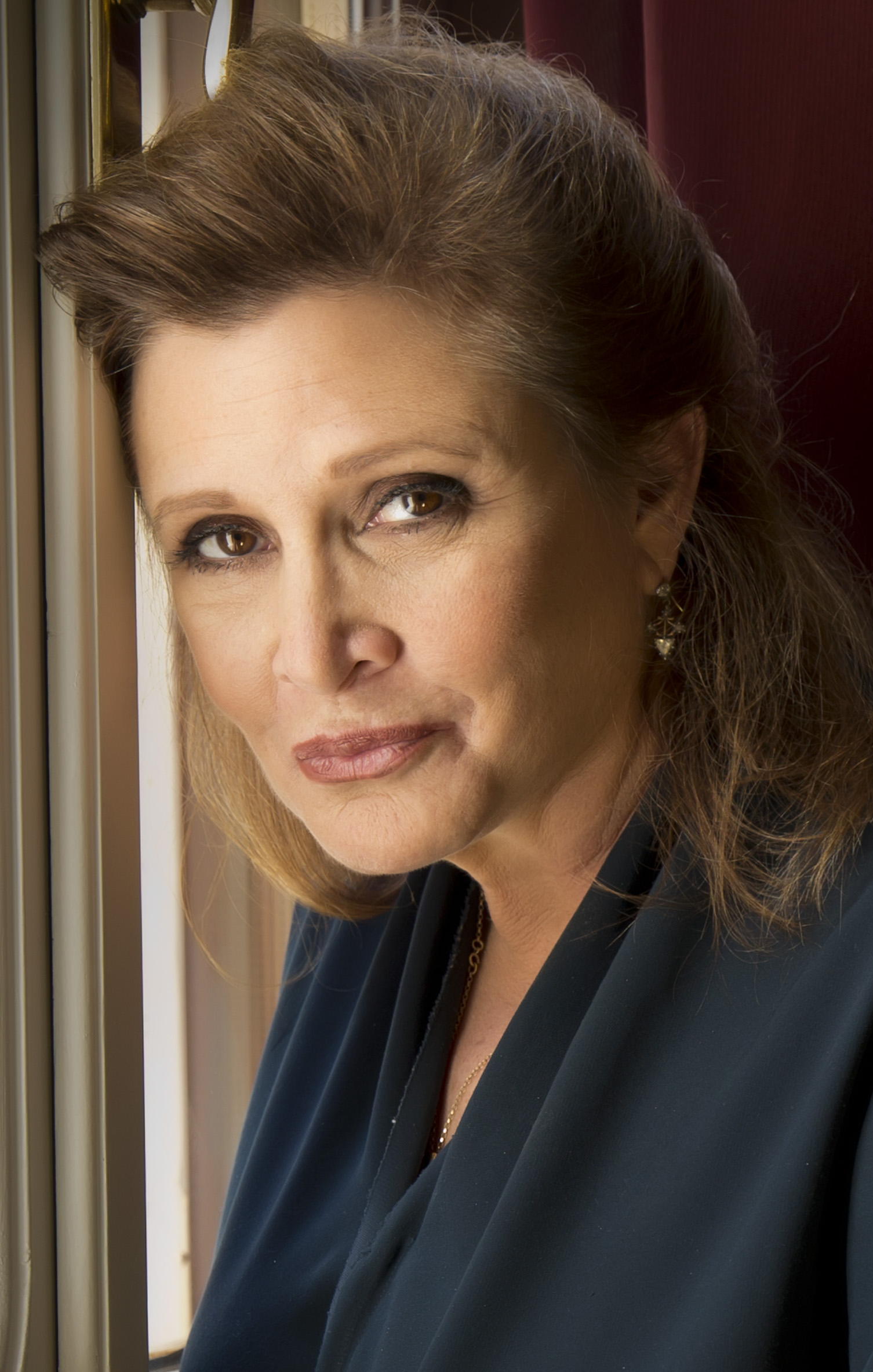
Carrie Fisher

- 1 tháng 12: Quang Lý, NSƯT, ca sĩ người  Việt Nam
- 8 tháng 12: John Glenn, phi công, phi hành gia, chính trị gia người Mỹ (s. 1921)
- 13 tháng 12:
  - Thomas Schelling, nhà kinh tế học người Mỹ, đoạt giải Nobel (s. 1921)
  - Alan Thicke, diễn viên và người viết ca khúc người Canada (s. 1947)
- 18 tháng 12: Zsa Zsa Gabor, diễn viên người Hungary – Mỹ (s. 1917)
- 20 tháng 12: Michèle Morgan, diễn viên người Pháp (s. 1920)
- 25 tháng 12: George Michael, ca sĩ người Anh (s. 1963)
- 27 tháng 12:
  - Carrie Fisher, diễn viên và nhà văn người Mỹ (s. 1956)
  - Ratnasiri Wickremanayake, Thủ tướng Sri Lanka (s. 1933)
- 28 tháng 12: Debbie Reynolds, diễn viên người Mỹ (s. 1932)

## Các giải Nobel
- Y khoa: Ōsumi Yoshinori cho khám phá của ông về cơ chế tự thực ở tế bào.
- Vật lý: David J. Thouless, Duncan Haldane và John M. Kosterlitz cho khám phá về mặt lý thuyết của họ về hiện tượng chuyển pha tô pô và pha tô pô ở vật chất.
- Hóa học: Jean-Pierre Sauvage, Fraser Stoddart và Ben Feringa cho thiết kế và tổng hợp các cỗ máy phân tử.
- Hòa bình: Juan Manuel Santos cho các nỗ lực kiên định để kết thúc cuộc nội chiến kéo dài 50 năm ở Colombia.
- Kinh tế: Oliver Hart và Bengt Holmström cho các nghiên cứu lý thuyết hợp đồng.
- Văn học: Bob Dylan cho những phương thức biểu đạt đầy chất thơ trong truyền thống âm nhạc Hoa Kỳ.